# جيمس إي. كامبل
جيمس إي. كامبل (بالإنجليزية: James E. Campbell)‏ هو محامي وسياسي أمريكي، ولد في 7 يوليو 1843 في ميدلتاون في الولايات المتحدة، وتوفي في 18 ديسمبر 1924 في كولومبوس في الولايات المتحدة. نشط حزبياً في الحزب الديمقراطي. وقد انتخب حاكم ولاية أوهايو ‏ (13 يناير 1890 – 11 يناير 1892) وانتخب عضو مجلس النواب الأمريكي عن دائرة الدائرة الكونغرسية السابعة لأوهايو ‏ (20 يونيو 1884 – 3 مارس 1885).